# Find Me
«Find Me» es una canción de Sigma. Cuenta con la voz de la cantante inglesa Birdy. Fue publicado el 4 de noviembre de 2016, a través de 3 Beat Records. Es el tercer sencillo de su segundo álbum de estudio.
La canción forma parte de la banda sonora de la película The Darkest Minds, y puedes escucharla al final de la misma

## Vídeo musical
El vídeo musical oficial, dirigido por Christopher Sims, fue subido a YouTube el 3 de noviembre de 2016. El vídeo presenta a la actriz Millie Bobby Brown (que interpreta a «Eleven» en la serie Stranger Things de Netflix) como una joven en un viaje emocional a través de Los Ángeles cuando anochece.

## Posicionamiento en listas

### Semanales
| Lista (2016–17)                             | Mejor posición |
| ------------------------------------------- | -------------- |
| Bélgica (Flandes) (Ultratip Bubbling Under) | 4              |
| Bélgica (Valonia) (Ultratip Bubbling Under) | 4              |
| República Checa (Rádio Top 100)             | 30             |
| Irlanda (IRMA)                              | 45             |
| Escocia (Scottish Singles Sales Chart)      | 21             |
| Eslovaquia (Rádio Top 100)                  | 93             |
| Reino Unido (UK Singles Chart)              | 36             |
| Reino Unido (UK Dance Chart)                | 9              |
| Estados Unidos (Hot Dance Club Songs)       | 32             |